# Jodistan sodný
Jodistan sodný je anorganická sloučenina, sodná sůl kyseliny jodisté. Stejně jako mnohé další jodistany existuje ve dvou formách: jako jodistan monosodný (NaIO4) a jodistan pentasodný (Na5IO6). Obě tyto soli jsou užitečná oxidační činidla.

## Výroba
Jodistan sodný se nejčastěji vyrábí jako dihydrogenjodistan trisodný (Na3H2IO6). Lze jej vyrobit oxidací jodičnanů chlorem a hydroxidem sodným:
NaIO3 + Cl2 + 4 NaOH → Na3H2IO6 + 2 NaCl + H2O
NaI + 4 Br2 + 10 NaOH → Na3H2IO6 + 8 NaBr + 4 H2O
Moderní průmyslová výroba spočívá v elektrochemické oxidaci jodičnanů na anodě z PbO2:
IO -
3  + 3 H2O → H5IO6 + H+ + 2 e− E° = -1,6 V
Monojodistan sodný může být připraven dehydratací dihydrogenjodistanu trisodného kyselinou dusičnou:
Na3H2IO6 + 2 HNO3 → NaIO4 + 2 NaNO3 + 2 H2O

## Struktura
Monojodistan sodný tvoří tetragonální krystaly (prostorová grupa I41/a) skládající se z lehce pokřivených iontů IO -
4  s průměrnou délkou vazby I-O 177,5 pm; ionty Na+ jsou obklopeny osmi kyslíkovými atomy ve vzdálenostech 254 a 260 pm.
Dihydrogenjodistan trisodný utváří kosočtverečné krystaly (prostorová grupa Pnnm). Atomy jodu i sodíku jsou obklopeny osmistěnným seskupením šesti kyslíkových atomů; osmistěn NaO6 je ovšem silně pokřivený. Skupiny IO6 a NaO6 jsou propojeny společnými vrcholy a okraji.
Práškovou difrakcí bylo zjištěno, že Na5IO6 vytváří jednoklonné krystaly (prostorová grupa C2/m).

## Použití
Roztok jodistanu sodného může být použit k otevření sacharidových kruhů mezi vicinálními dioly za odštěpení dvou aldehydových skupin. Tato reakce se často používá při značkování sacharidů fluorescenčními molekulami nebo jinými látkami jako je biotin. Jelikož je pro tento proces potřeba vicinální diol, využívá se často k selektivnímu značkování 3'-konců RNA (ribóza má vicinální diolové skupiny), ne u DNA (deoxyribóza vicinální dioly nemá).
NaIO4 se používá v organické chemii k rozštěpení diolů za vzniku dvou aldehydů